# Boali-Talsperre
Die Boali-Talsperre ist ein Stausee in der Region Ombella-Mpoko der Zentralafrikanischen Republik. 

## Geographie
Er liegt direkt an der RN 1, etwa 80 km nördlich der Landeshauptstadt Bangui und 5 km nördlich der Stadt Boali, die dem Bauwerk seinen Namen verleiht. Der See ist 28 km lang, an der breitesten Stelle 7 km breit und stark verzweigt. Er liegt im Oubangui-Becken und wird vom M’Bali gespeist, der ein Nebenfluss des Mpoko ist.

## Eigenschaften des Bauwerks
Der Boali I wurde 1955 in Betrieb genommen, mit einer Höhe von 52 m, einem Wasserauslass von 4 m³/s und einer Leistung von 8,75 MW. Zwischen 1989 und 1991 wurde Boali II, geplant von Coyne & Bellier, gebaut von China International Water & Electric Corporation und in Besitz der nationalen Energie-Behörde Energie Centrafricaine (ENERCA), in Betrieb genommen. Die beiden Anlagen haben eine Leistung von zusammen 18,75 MW. Boali III befindet sich im Bau und Boali IV in Planung.

## Wechselwirkungen mit der Umwelt
Durch den Betrieb der Stauanlage sind die Boalifälle (eine Sehenswürdigkeit der Region) an Werktagen nahezu trockengefallen und werden am Wochenende für den Tourismus mit mehr Wasser versorgt. 

Die Boalifälle
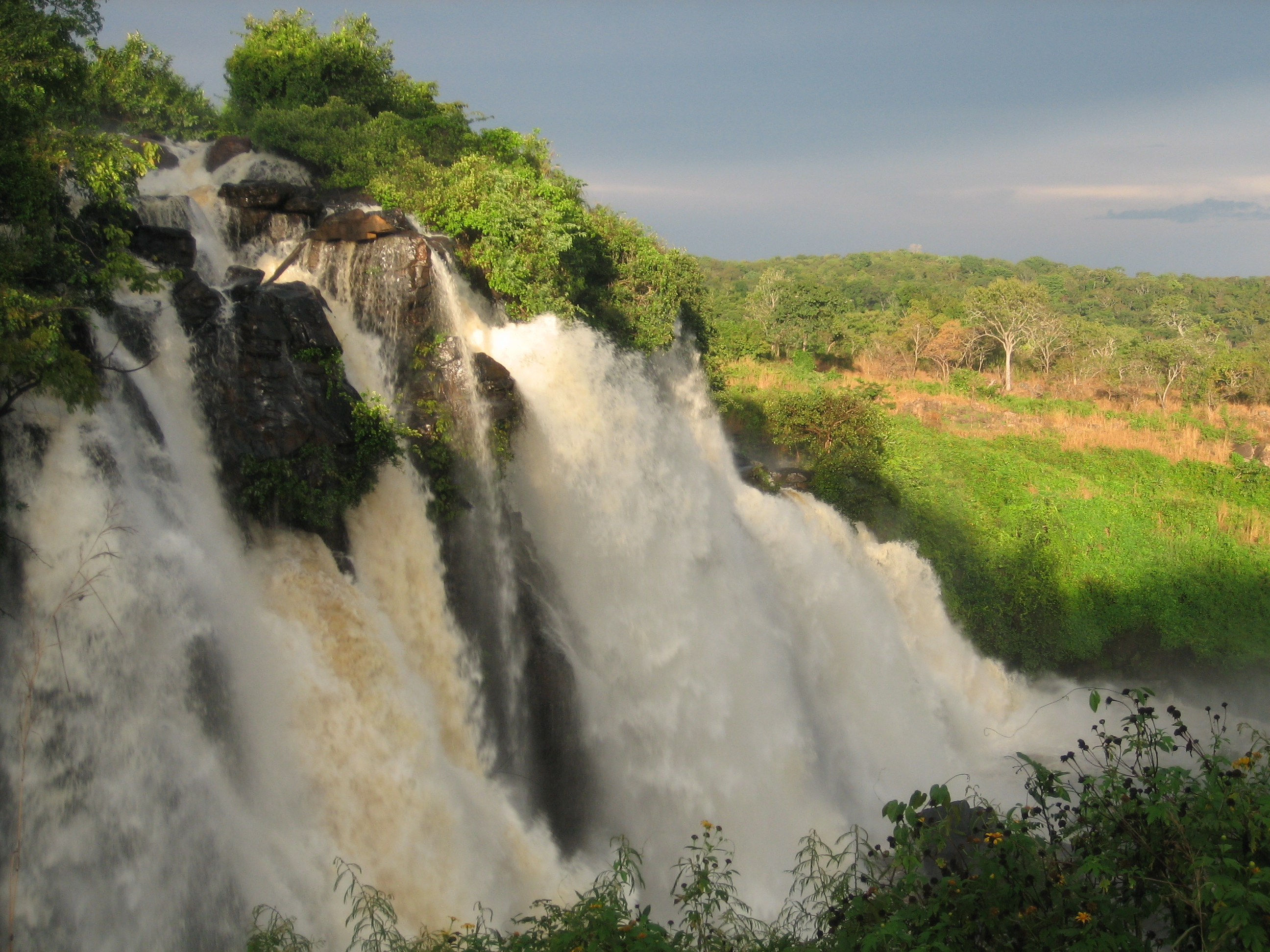
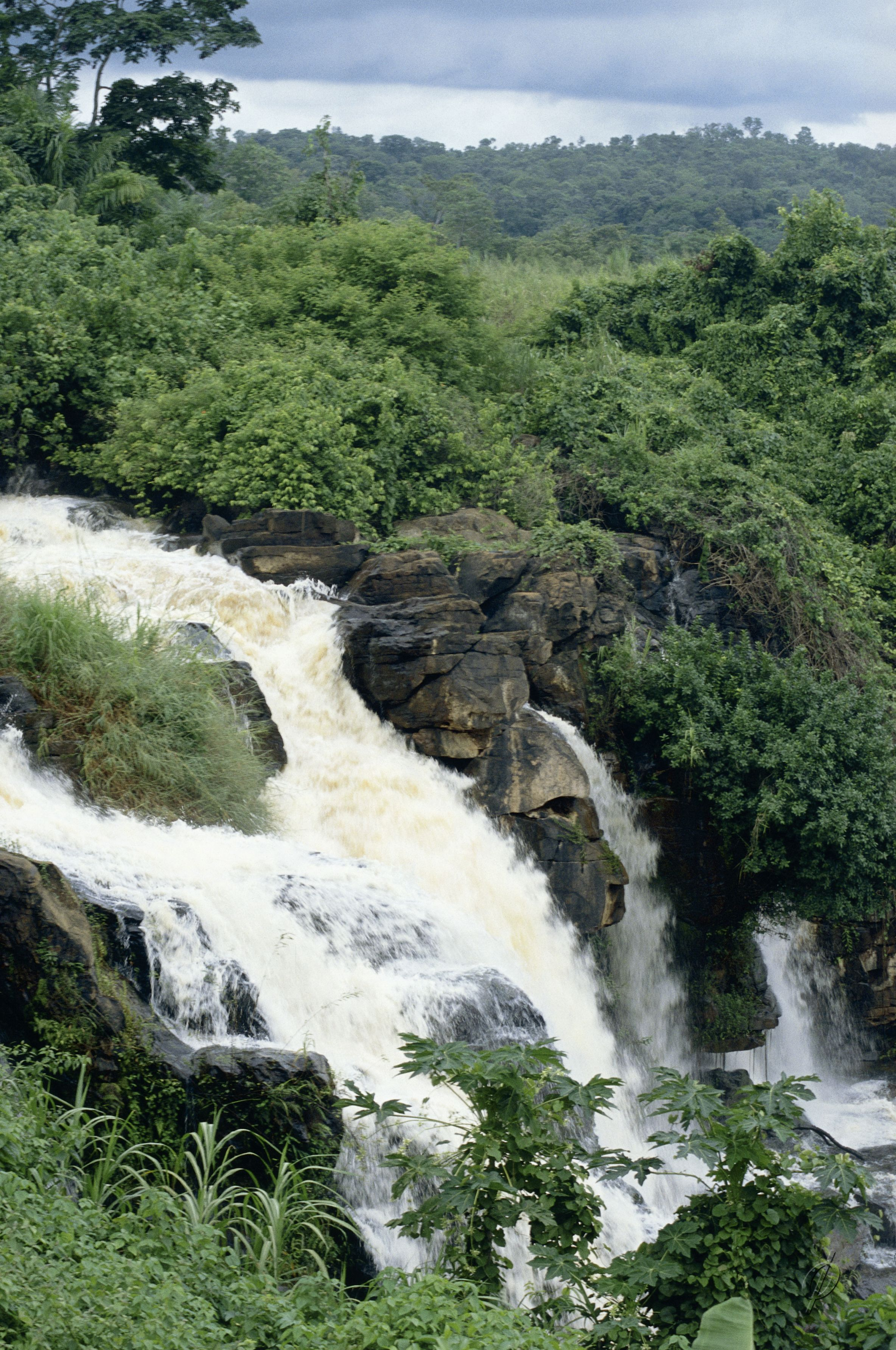
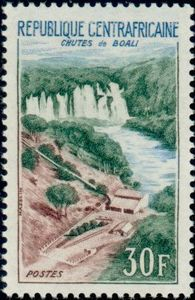